# 黒石

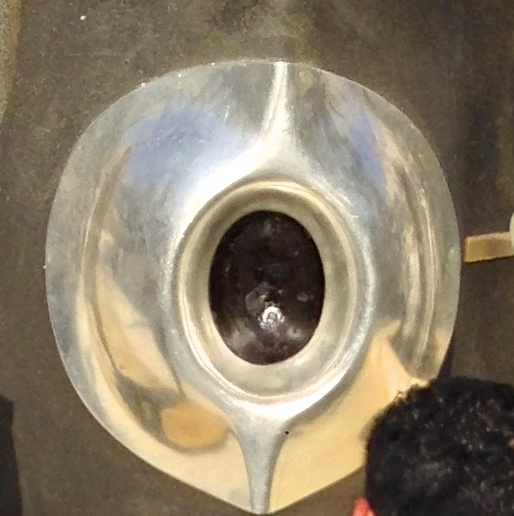
黒石。周囲を銀製のカバーで保護されている。（2013年10月撮影）

黒石（くろいし/こくせき、アラビア語: الحجر الأسود, EI方式ラテン文字転写: al-ḥad͟jar al-aswad、英語: the Black Stone）は、メッカのカアバ神殿の東隅の外側、地上から160センチメートルほどのところに据えられた黒い石である。イブン・イスハークの『預言者伝』によると、預言者ムハンマドが黒石をこの場所に据えた（#歴史と伝承）。復活（最後の審判）の日が来たら黒石に目や口が生えて、これに触れたことのある者の弁護をするといった趣旨の発言をムハンマドがしたという伝承（ハディース）があり、ハッジやウムラの際に黒石への接触を象徴的に行う儀礼をおこなう慣習が成立している（#儀礼上の役割）。10世紀ごろまでに一度割れておりセメントでつなぎ合わされている。セメントも含めて全体で30センチメートルほどの大きさ。黒石の材質が19世紀に一度分析されたことがあり、黒石は隕石であると結論付けられたが、20世紀後半では非隕石説が優勢である（#材質）。

## 外観

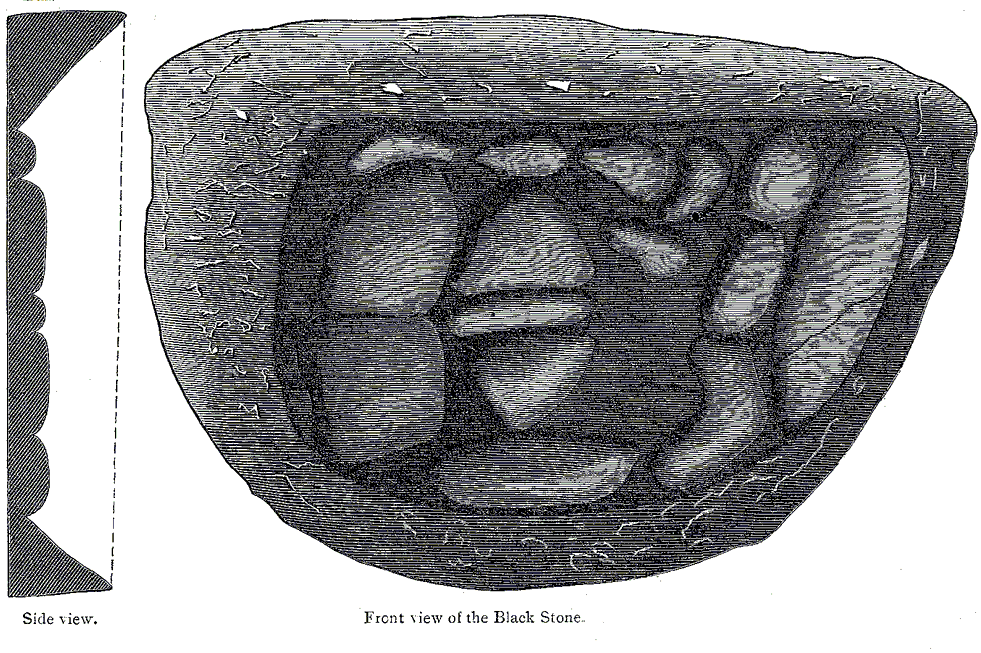
1850年代に一度銀枠が取り外されたときにスケッチされた黒石の外観図

カアバの黒石はもともと一つの石であったが、7世紀 - 10世紀の間に割れて、いくつかの破片に分かれた。今はセメントで一つに塗り固められており、銀の枠でカアバ神殿の外壁に固定されている。
黒石の物理的な特徴は、巡礼を装ってカアバを訪問したヨーロッパ人旅行者により、19世紀から20世紀初頭にかけて初めて西洋の文献に記述されるようになった。スイスの旅行者ヨハン・ルートヴィヒ・ブルクハルトは、1815年頃に巡礼を装ってメッカを訪れ、1829年の著書『アラビアの旅』（Travels in Arabia）でこれを詳細に記述している。
いびつな楕円形で、直径およそ7インチ、表面には起伏があり、1ダースほどのさまざまな大きさと形をした小さな石から成っており、少量のセメントで巧みに接着され、完璧に滑らかになっている。激しい一撃によってばらばらになったものが再びくっつけられたかのように見える。数限りなく触られ接吻され続けて現在の表面にまで磨り減っているので、この石の本来の性質がどのようなものであるのかを判別するのは非常に困難である。私には、白や黄色の物質から成る数多くの異質な小片を含んだ溶岩であるように見える。現在の色は、黒に近い深い赤褐色である。石のそれと近いが同じではない褐色をした、ピッチと砂利でできた密なセメントのように見える物質でできた縁が、石の側面全体を囲んでいる。この縁が分離した破片を支えている。縁は幅2-3インチで、石の表面よりも少し飛び出ている。縁と石は銀の帯で囲まれており、これは上よりも下の方が幅があり、両側面には下方に大きな瘤があって、石の一部がその下に隠れているかのように見える。縁の下部は銀の鋲が打ち込まれている。

1853年にカアバを訪れたリチャード・フランシス・バートンはこう書いている。
色は黒とメタリックのように見え、石の中央はメタリックな輪よりもおよそ2インチほど窪んでいる。側面の周りには赤褐色のセメントがあり、金属部分とほぼ同じ高さで、そこから石の中央へと傾斜している。帯は金もしくは銀メッキのどっしりとしたアーチである。石が収まっている開口部は、広げた手の親指から小指までに指3本を加えたほどの幅である。
ムスリムの間に言い伝えられる伝承においては、黒石は、どこに祭壇を築き神に犠牲を捧げれば良いのかをアダムとイヴに示すため、天国から落とされたものとされている。祭壇は地上で最初の寺院となった。また別の伝承によれば、黒石は、アダムが堕落した罰としてアダムの守護天使が姿を変えさせられたものだとされている。石は最初は目映く輝く純粋な白であったのだが、長年に亘り人々の罪業を吸収し続けたために黒くなってしまったのだという伝承もある。伝承は、アダムの祭壇と石は大洪水で失われ一度忘れ去られたのだとしている。大天使ジブリールがその在処をイブラーヒームに示し、黒石とアダムの祭壇の場所は再発見された。イブラーヒームは息子イスマーイール（アラブ民族の伝説上の祖先）に、石を埋め込むための新しい寺院を建設するよう命じた。この新しい寺院がメッカのカアバである。
黒石は割れていくつもの破片となっており、その数は7から15まで諸説あり、これらは銀の枠によってまとめられている。この損傷がいかにして起きたかにも諸説がある。1911年度版の『ブリタニカ百科事典』によれば、この損傷は683年の包囲攻撃の際に起きたものだったという。『Time-Life Books』の編者たちはウマイヤ朝のカリフ、アブドゥルマリク・ブン・マルワーン (646-705) による包囲戦の際の損傷だとしている。2007年度版のブリタニカを含む他の情報源によれば、アッバース朝の時代にバハライン地方で信奉者を多数得ていたカルマト派というイスマーイール派の一派が、930年にアブー・ターヒル・ジャンナービーという指導者に率いられてメッカに攻め入り、黒石を本拠地のアハサーに持ち去った際に損傷が起きたのだという。歴史家ジュワイニーによると、黒石は20年後の951年に、いささか不思議な状況で戻って来たのだという。黒石は袋に包まれ、「我々は命令によりこれを持ち去り、命令によりこれを戻した。」というメモと共にクーファの金曜モスクに投げ込まれた。この持ち去りと移動はさらなる損傷をもたらし、黒石は割れて7つの破片になった。

## 歴史と伝承
ヘレニズム期の東地中海世界には「天界から神々が落ちてきた」伝説を縁起とする神殿が少なくとも6例存在した。これら神殿にはバイトゥロス βαίτυλος すなわち隕石がまつられ、人々の崇拝（worship）を受けていた。こうした信仰は「真昼に燃えさかる十字架を空に見たことをきっかけにキリスト教に転向した」という伝説を持つコンスタンティヌス大帝期に途絶えてしまう。こうした過去の事例との対比で言うと、イスラーム文化におけるカアバの黒石はそれ自体が崇拝の対象ではなく、崇敬（venerate）、単に大切なものと思われているに過ぎない。
イブン・ヒシャームが伝えるイブン・イスハークのスィーラ・ナバウィーヤ（預言者ムハンマドの伝記）によると、ムハンマドが35歳のときに、カアバ神殿を一度解体して立て直すことがクライシュ部族の話し合いで決まった。再建中はいったん取り除かれていた神殿内の神像や聖石であるが、黒石を神殿に飾り付ける段になると、当時ひどくいがみ合っていたクライシュ部族内の各氏族の対立が再燃した。

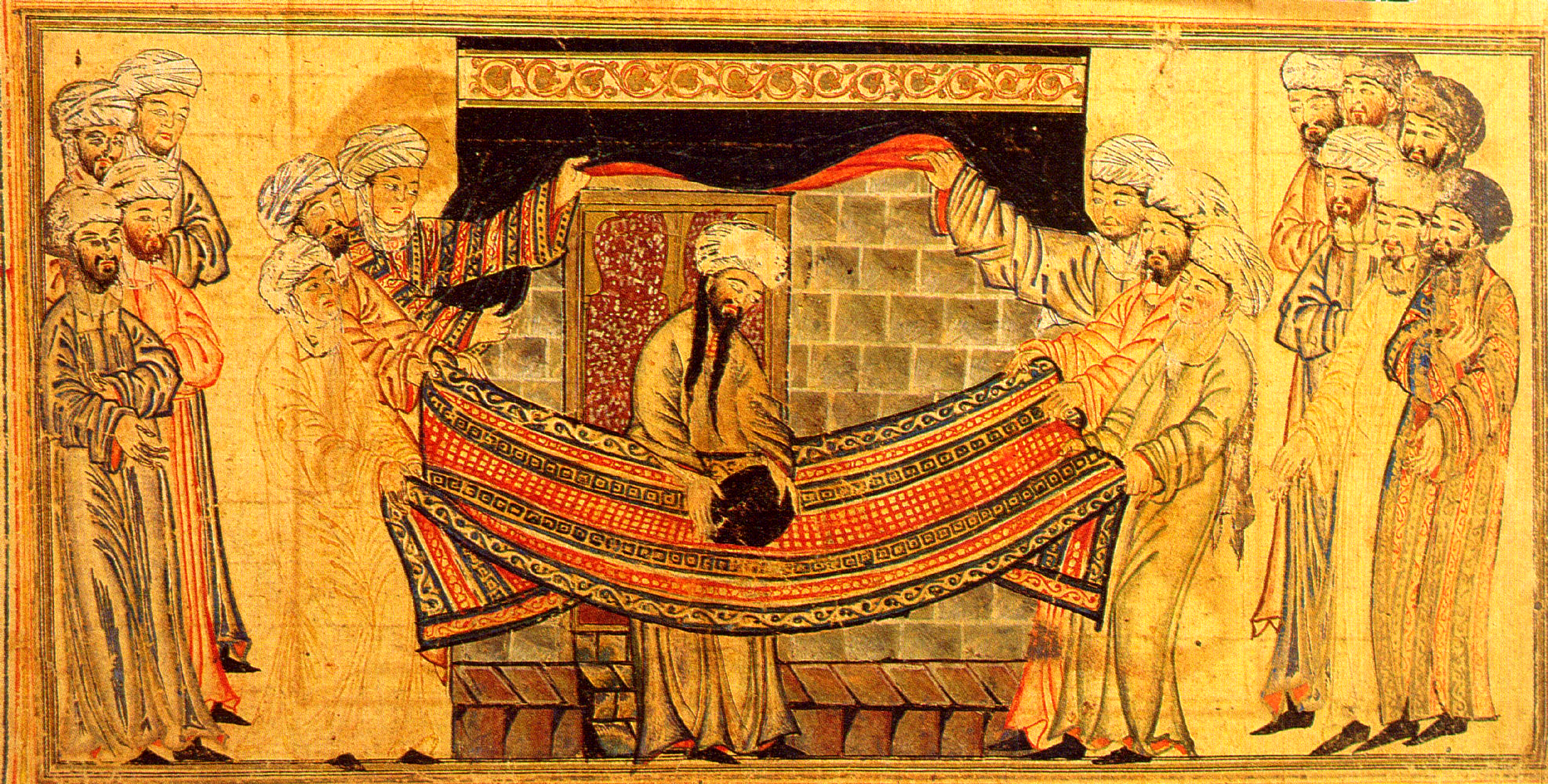
対立する氏族の族長にそれぞれ、広げた布の四隅を持たせ、黒石を持ち上げさせたムハンマド。タバリーの『集史』の挿絵。1315年ごろの細密画。イブン・イスハークのスィーラは原本が散佚したが、タバリーやイブン・ヒシャームに大部分が引用されて現代に残る。

対立が流血の惨事待ったなしの状況になったため、クライシュ部族の有力者が神殿で話し合いを持った。このとき部族で最年長の長老アブー・ウマイヤが、今からあの門を最初にくぐってここに来た者に決めてもらうことにしようと提案し、皆が賛同した。そして、最初にやってきた者がアブドゥッラーの息子ムハンマド、のちに「神の預言者」「神の使徒」と呼ばれる青年である。事情を聴いた青年はここに布を持ってきてくださいと言い、黒石を手に取って広げた布の中央に置き、対立する氏族の代表者のおのおのに布の各辺を持たせて持ち上げさせ、カアバ新田の東隅まで運ばせた。そこでムハンマドは黒石を手に取り、神殿東隅の柱にはめ込んだ。イブン・イスハークが伝える黒石とクライシュ部族のいさかい及びムハンマドによる調停のエピソードは以上である。
召命後、迫害を受けてメッカを去ったのちのムハンマドは、632年に亡くなるまでの間に生涯で2度メッカを訪れた。1度目は630年のメッカを無血征服したときで、この時ムハンマドはカアバ神殿の黒石に触れて「神は偉大なり」と叫び、周囲もそれに唱和したとされる。2度目は632年3月（ヒジュラ暦10年巡礼月）、彼の生涯で最初と最後となる巡礼のときである。この巡礼は「別離の巡礼」と呼ばれ、この際にムハンマドが示した作法に基づいて、以後のハッジ巡礼の信仰実践が形作られるようになった。
ブハーリーの『真正集』に収録されているハディースによると、ウマル・ブン・ハッターブは、黒石に対して「そなたは石に過ぎず誰を助けたり傷つけたりもしないことはわかっている。神のみ使いがそなたに接吻しなかったならば、私はそなたに接吻しようとは思わなかっただろう。」と言いながらも、黒石に接吻したという。

## 儀礼上の役割

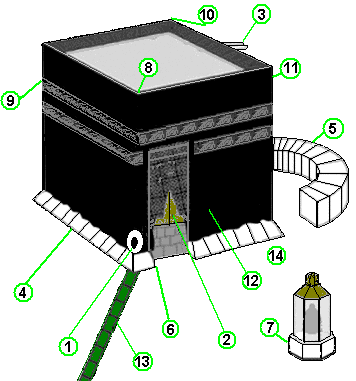
カアバ図解。(1)が黒石、(12)がキスワ。巡礼は黒石の下から出ているライン(13)でタワーフの周回数を確認する

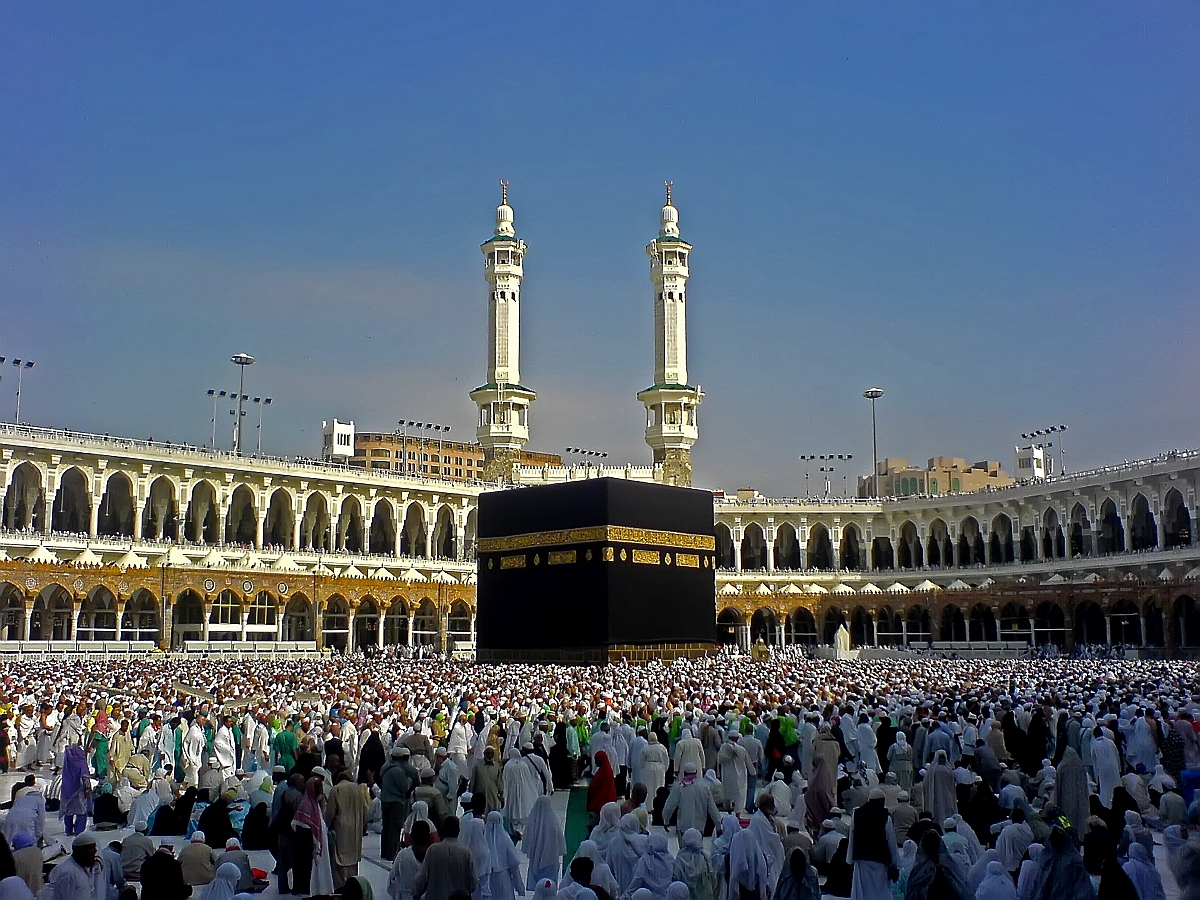
カアバ周囲の大群集。全ての巡礼が黒石に接吻するのは現実的ではない

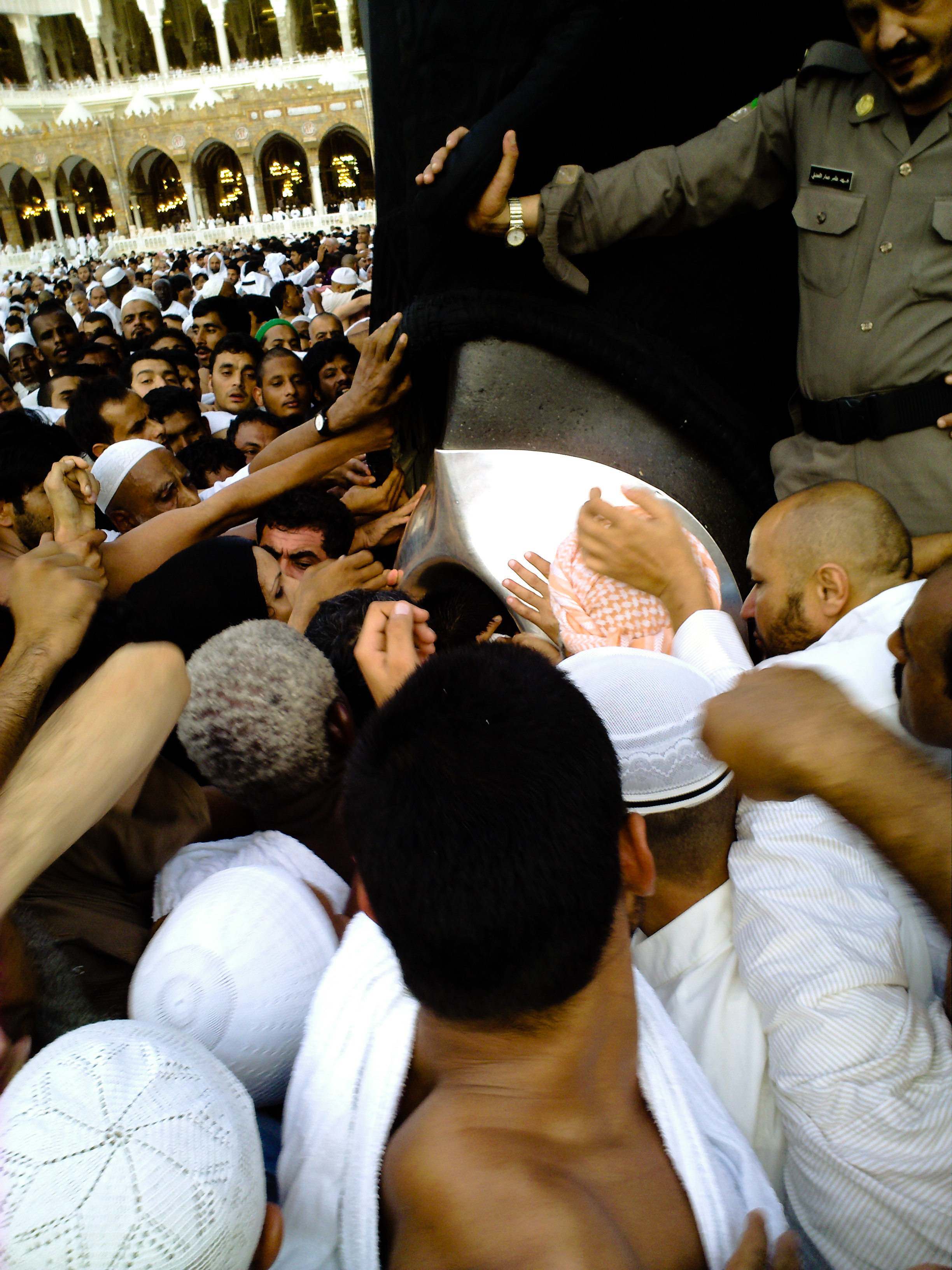
黒石に接吻しようと殺到する巡礼者たち。黒石の傍らには守衛が立ち、接吻が終わりしだい巡礼者を押し退ける

現在のハッジの儀礼には、巡礼がムハンマドの行為にならい、黒石に7度（カアバを1周するごとに1度）接吻しようとすることが含まれている。現代では、カアバは大群集が訪れるので各人が黒石に接吻するのはもはや困難となっており、巡礼は建物の周りを巡る度に黒石の方向を単に指差すだけで良いということになっている。黒石はタワーフの周回数を数えるのに便利な、単なる目印であると考えるのが一番良いと言う者までいる。
一部のムスリムはまた、最後の審判（キヤーマ）の際には、黒石が自分に接吻した者の弁護をしてくれるという、ティルミズィーが伝える次のようなハディースを信じている――
イブン・イーサーはこう言ったと伝えられている：アッラーの使徒は石についてこう言った「アッラーによれば、復活の日にアッラーは石を持ち出し、石には2つの目ができて物を見、舌ができて話し、かつて石に誠実な心で触れた者のために証言をするであろう。」
黒石の儀式的な役割とは別に、その黒い色は、神のために俗世から離れる清貧（ファクル）と、神の方へと進むために求められる自我の消却（カルブ）という、霊的な美徳を象徴しているのだと考えられている。

## 外部の観点から
黒石の崇拝は明らかにイスラム教の興隆よりも前から存在した。中東のセム人の文化には、珍しい石を崇拝の場の印として用いる伝統があり、旧約聖書やクルアーンにもその反映がある。
グリューネバウムは著書『古典時代のイスラム』において、カアバはイスラム教以前の時代から既に巡礼の場所となっており、恐らくは石で築かれた唯一の聖所であったが、アラビアの各地には他の「カアバ」建築が存在したことを示す情報源があるとしている。南アラビアの街ガイマーンには「赤石」があり、その街の神格であった。アバラート（al-‘Abalāt、現メッカ南郊のタバーラ（Tabāla））の街にもカアバがあり、そこには「白石」があったという。グリューネバウムは、この時代の神性の経験はしばしば石への呪物崇拝、山岳、特別な造岩、「不思議な育ち方をした樹木」といったものと結び付いていたと指摘している。

## 材質
黒石の材質は玄武岩質溶岩、瑪瑙、天然ガラス、そして最も一般的には石質隕石などとさまざまに記述されている。951年に、その21年前に盗まれた石が取り戻された時の話は、石の性質の重要なヒントとなる。年代記編者によれば、黒石は水に浮くことでそれと分かったのだという。この話が正確であるなら、瑪瑙、玄武岩質溶岩、石質隕石という可能性は排除され、ガラスまたは軽石であるという可能性は残る。
黒石は、約6000年前に、メッカから1,100キロメートルほど東にあるルブアルハリ砂漠のワーバル（الوابر）に落ちた、断片化した隕石の衝撃によってできたガラス片なのではないかという説がある。ワーバルには、衝撃で溶け、（大部分が衝撃で破壊されてしまった）隕石のニッケル鉄合金の小片を含む石英ガラスの塊があることで知られている。これらのガラスの塊の中には、白や黄色の内部とガスが充ちた空洞を持つ、輝く黒のガラスでできたものもあり、この空洞によって水に浮く。科学者たちは1932年になるまでワーバルのクレーター群の存在に気付いていなかったが、これらはオマーンからの隊商路の近くに位置していたので砂漠の住民たちには知られていた可能性が非常に高い。より広いエリアとしては間違いなく良く知られていた。古いアラビア語の詩では、ワーバルもしくはウーバル（円柱の並び立つイラム としても知られる）とは、邪悪な王を頂いていたために天国からの火によって破壊された伝説上の都市の名前であった。クレーターの推定年代が正確であるとすれば、隕石の落下はアラビアに人間が住んでいた時期に収まり、衝突そのものも目撃されていた可能性がある。しかしながら、近年（2004年）の科学的な分析によれば、衝突は以前考えられていたよりも遥かに最近の出来事であり、ほんの200-300年前のことであったかもしれない。